# پتر پیتارت
پتر پیتارت (انگلیسی: Petr Pithart؛ زادهٔ ۲ ژانویهٔ ۱۹۴۱) سیاست‌مدار اهل جمهوری چک است. وی از ۶ فوریه ۱۹۹۰ تا ۲ ژوئیه ۱۹۹۲ نخست‌وزیر این کشور بود.
وی همچنین برندهٔ جوایزی همچون دکترای افتخاری و لژیون دونور (افسر) شده‌است.